# Cerotachina elegantula
Cerotachina elegantula là một loài ruồi trong họ Tachinidae.